# Ibrány
Ibrány è una città di 6.937 abitanti situata nella contea di Szabolcs-Szatmár-Bereg, nell'Ungheria nord-orientale.

## Amministrazione

### Gemellaggi
- Gradisca d'Isonzo
- Liminka
- Zádiel
- Krásnohorská Dlhá Lúka